# Gminy w departamencie Pas-de-Calais
Lista 894 gmin w departamencie Pas-de-Calais we Francji.

(CUA) – gminy Arras utworzone w 1998 r.

(CALL) – gminy aglomeracji Lens-Liévin utworzone w 2000 r.

(CAHC) – gminy aglomeracji Hénin-Carvin utworzone w 2001 r.

(CAC) – gminy aglomeracji Calaisis utworzone w 2001 r.

(CAB) – gminy aglomeracji du Boulonnais utworzone w 2000 r.

(ACom) – gminy aglomeracji de l’Artois utworzone w 2002 r.

(CASO) – gminy aglomeracji Saint-Omer utworzone w 2001 r.